# 章格 (景泰進士)
章格（1426年—1505年），字韶鳳，號戒菴，直隸蘇州府常熟縣人，官藉，明朝政治人物。進士出身。

## 生平
正統九年（1444年）甲子科應天府鄉試第五十七名。景泰二年（1451年）進士。歷官南京工部主事，升刑部郎中。出爲廣東按察司副使。升廣東按察使，調雲南。緬人反覆，章格誠信以待，邊境安寧。升福建布政使，入為南京光祿寺卿，不久升大理寺卿。弘治九年（1496年）以老乞归。卒年八十。

## 家族
曾祖章日敬。祖父章煥文。父章珪，曾任監察御史。